# Erythrastrea flabellata
Erythrastrea flabellata is een rifkoralensoort uit de familie van de Merulinidae. De wetenschappelijke naam van de soort is voor het eerst geldig gepubliceerd in 1983 door Pichon, Scheer & Pillai.